# Grahams Jubileumsäpple
Grahams Jubileumsäpple är en äpplesort uppdragen av John Graham i England. Sorten kom ut i handeln omkring år 1890.
Äpplet salufördes i Sverige under sitt engelska namn Graham's Royal Jubilee, bland annat av Ramlösa Plantskola.
Sorten är ett stort äpple, typisk storlek bredd 80mm och höjd 75mm. Stjälken är kort och tjock, med en längd av 10–14 mm. Äpplet är gröngult utan täckfärg. Det har rost i stjälkhålan, och stjälksvulst kan förekomma. Kärnhuset är oftast öppet; kärnorna är stora och kastanjebruna. Köttet är gulvitt, smaken har svag syra och sötma.
Frukten och trädet har bra motståndskraft mot skorv.
Äpplet bör plockas i oktober, och är moget i november–januari.
Kärnhusets bredd utgör ca 37% av äpplets bredd. Det kan odlas i zon 1-2.
Trädet är svagväxande. Kärnor från sorten har använts för att ta fram fröstammar.